# Beyond the Titanic
Beyond the Titanic è un'avventura testuale scritta da Scott Miller e pubblicata da 3D Realms (Apogee Software) nel 1986 per MS-DOS. Ispirato alla celebre serie Zork, fu pubblicato come freeware il 10 marzo del 1998. Il 20 marzo 2009 è divenuto software libero, fruibile attraverso licenza GNU Affero General Public License.
Il videogioco è ambientato sulla celebre nave mentre sta affondando ed è uno dei due titoli (l'altro è Supernova) distribuiti da Apogee e non suddivisi in episodi.